# Tempo (sång av Margaret)
Tempo är en låt av den polska sångerskan Margaret. Låten  skrevs av Anderz Wrethov, Jimmy Jansson, Laurell Barker och Sebastian von Koenigsegg. Den deltog i Melodifestivalen 2019 och placerade sig på femte plats i den andra semifinalen i tävlingen som ägde rum den 9 februari 2019 i Malmö Arena men slogs därefter ut.
.